# Muiden Chemie
Muiden Chemie of Muiden Chemie International (MCI) was een kruitfabriek in Muiden. De fabriek was voornamelijk bekend vanwege de regelmatige ontploffingen - het is ook de locatie van de grootste ontploffing die zich in Nederland (buiten oorlogstijd) heeft voorgedaan. Daarnaast is Muiden Chemie bekend geworden doordat de fabriek, onder leiding van toenmalige directeur Wouter de Vries, vader van Peter R. de Vries, onderdeel was van het kruitkartel dat in de jaren tachtig via valse bestemmingen kruit leverde aan Iran en Irak, die met elkaar in oorlog waren.

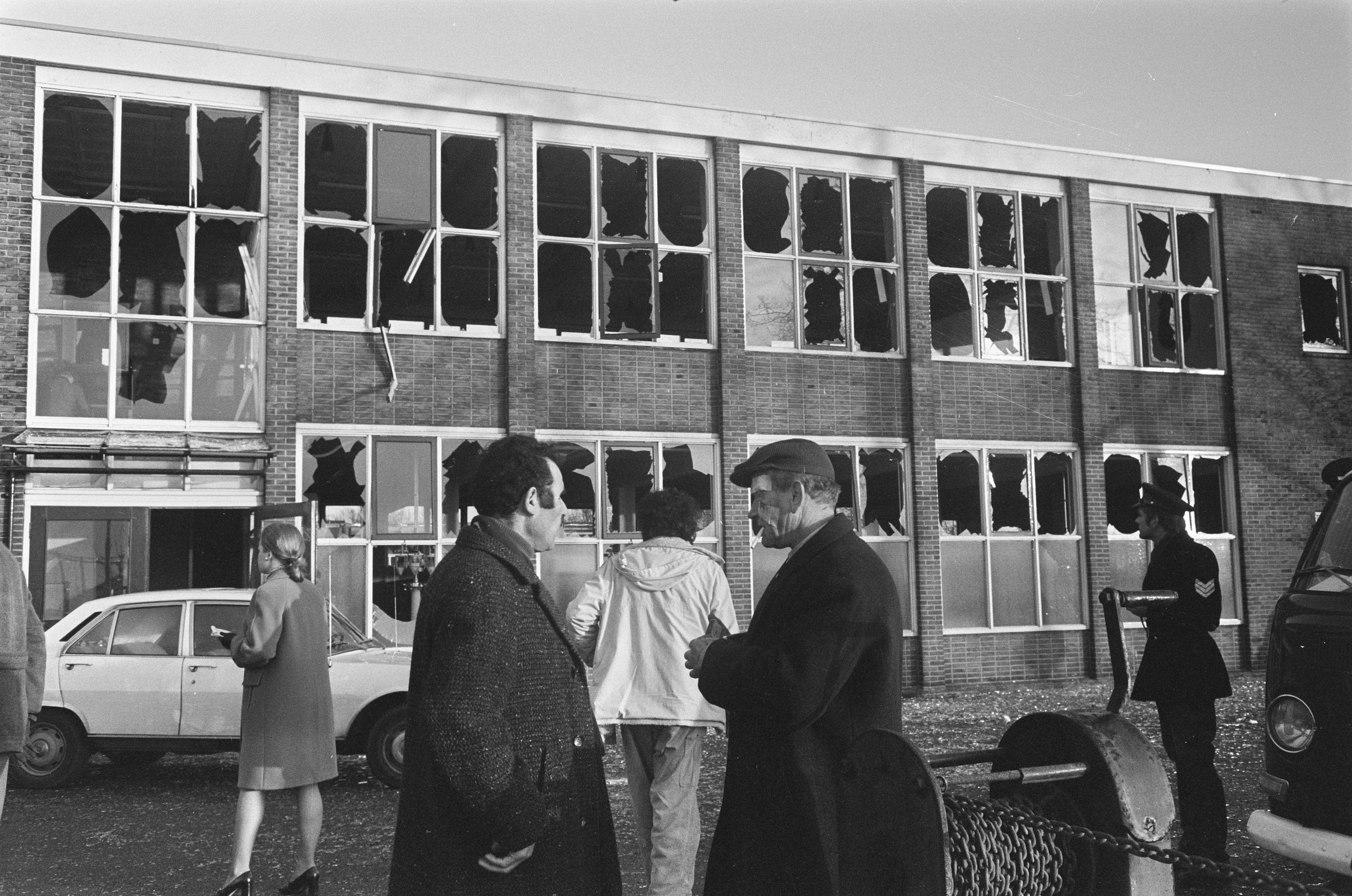
De gevolgen van de ontploffing in 1972

## Geschiedenis

### De Krijgsman
Reeds voor 1662 moet de voorloper van "De Krijgsman" zijn opgericht aan het Borssenburgs Pad te Amsterdam. In genoemd jaar werd deze molen verkocht. De molen ontplofte in 1700. Twee jaar later besloot het Amsterdamse stadsbestuur dat de kruitproductie uit de stad verplaatst moest worden. Daartoe werd aan de Zuiderzee, nabij Muiden, op 21 februari 1702 door de Vroedschap van Muiden aan Reinier van Cuyk uit Amsterdam toestemming gegeven een kruitmolen op te richten. Op dat moment bestonden er vele fabriekjes die kruit maakten voor de Hollandse Admiraliteit. Zij werden gewoonlijk aangedreven door een rosmolen.
In 1807 bestonden er in Nederland nog twaalf kruitmolens. Ze droegen behalve een naam, ook een nummer. In 1814 waren er nog acht kruitmolens over, namelijk de molens 1 t/m 4, en de molens 6 t/m 9. Die te Muiden was buskruitmolen nr. 2, "De Krijgsman" genaamd. In 1827 ontplofte de naamloze kruitmolen nr. 7 te Rotterdam. Deze werd niet meer opgebouwd. Op 15 juli 1831 kocht Abraham Bredius (1782-1863) de kruitfabriek. Deze zou jarenlang in handen van dit Amsterdams koopmansgeslacht blijven.
In 1843 werd de associatie De Vereenigde Buskruidfabriekatie opgezet, bestaande uit De Krijgsman, alsmede De Oude Molen (kruitmolen nr. 3), en de molens 4, 6, en 8. In 1844 werd molen nr. 1 toegevoegd en in 1847 ook molen nr. 9. De naam werd nu: De Gezamenlijke Buskruidmakers van Noord-Holland en Utrecht.

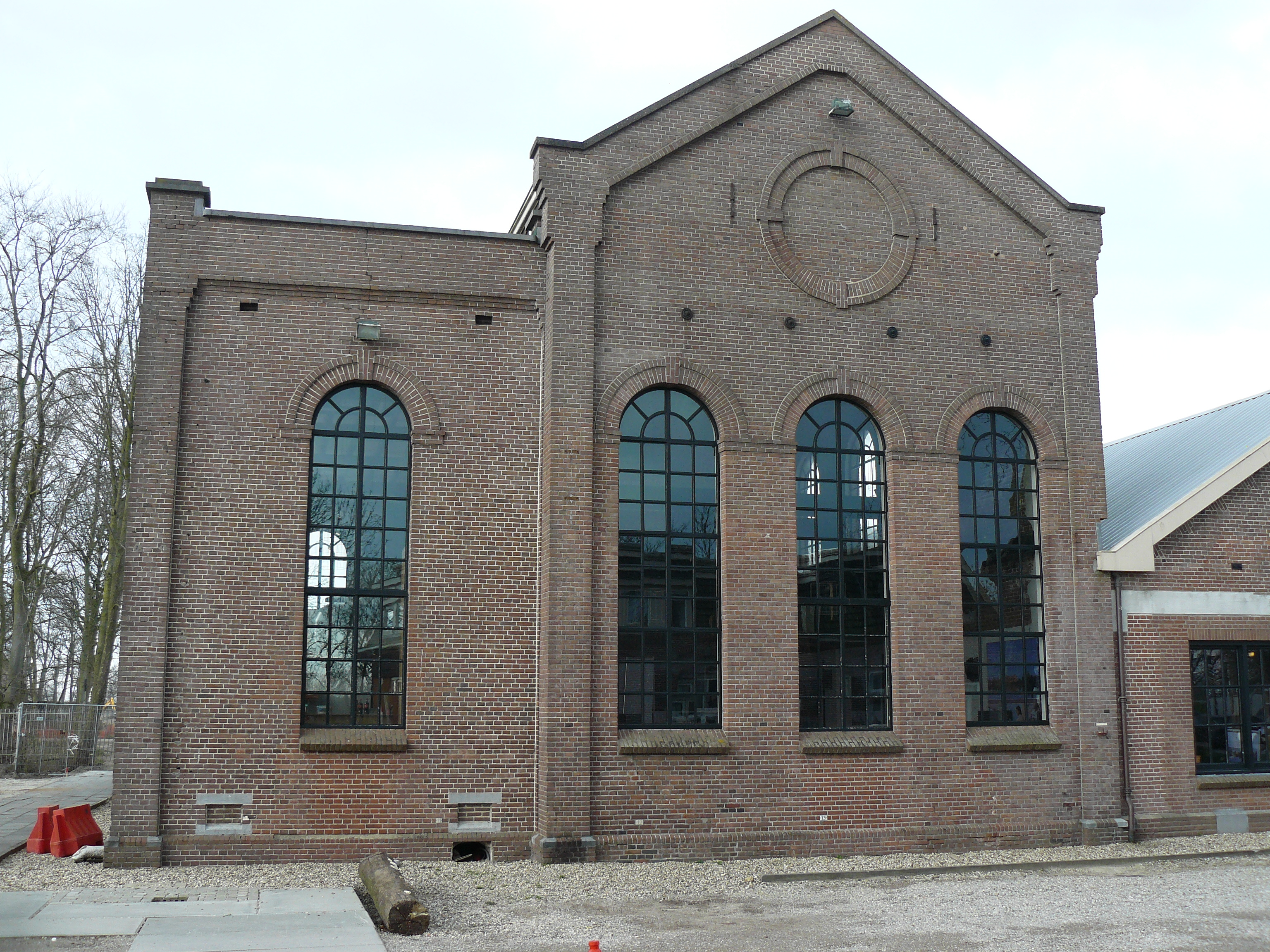
Het ketelhuis

In 1848 werd besloten om alle werkzaamheden voort te zetten op de "Krijgsman" te Muiden. In 1869 werd de fabriek in zijn geheel herbouwd met een stoommachine van 38 pk als krachtbron.

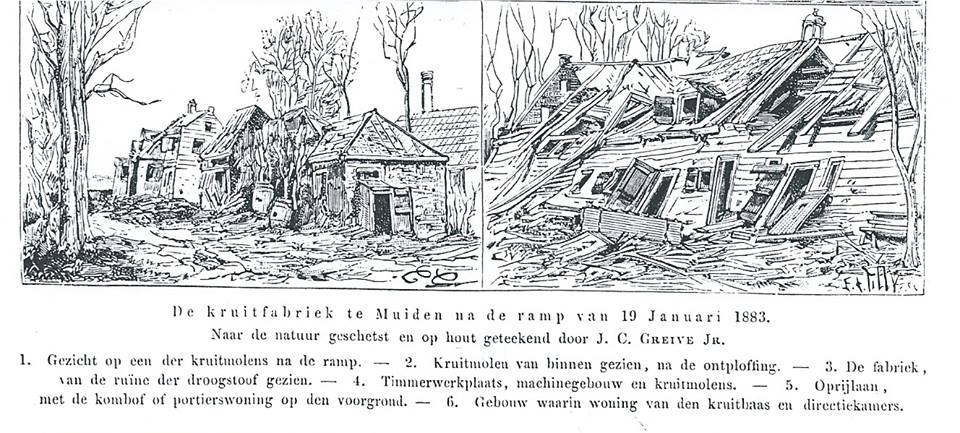
De fabriek naa de ontploffing in 1883

Op 19 januari 1883 kwamen dertien werknemers om het leven bij een ontploffing. Op 4 september 1885 werd de herbouw bij Koninklijk Besluit goedgekeurd, ondanks protesten uit Muiden. Men produceerde opnieuw zwart buskruit, terwijl het rookloze buskruit in opkomst was. Ook schietkatoen werd geproduceerd. In 1886 vielen bij de ontploffing van een stoommachine twee doden. Een deel van de fabriek werd verwoest.
Na de enorme winsten na de Eerste Wereldoorlog werd op 1 januari 1919 het bedrijf "De Gezamenlijke buskruitmakers van Noord-Holland, Utrecht en Zeeland." geliquideerd. In 1922 werd de productie hervat.

### N.V. Nederlandse Springstoffenfabriek
Op 20 juni 1922 werd een nieuwe N.V. Nederlandse Springstoffenfabriek opgericht door 'de Buskruitmakers' en de Staat der Nederlanden.

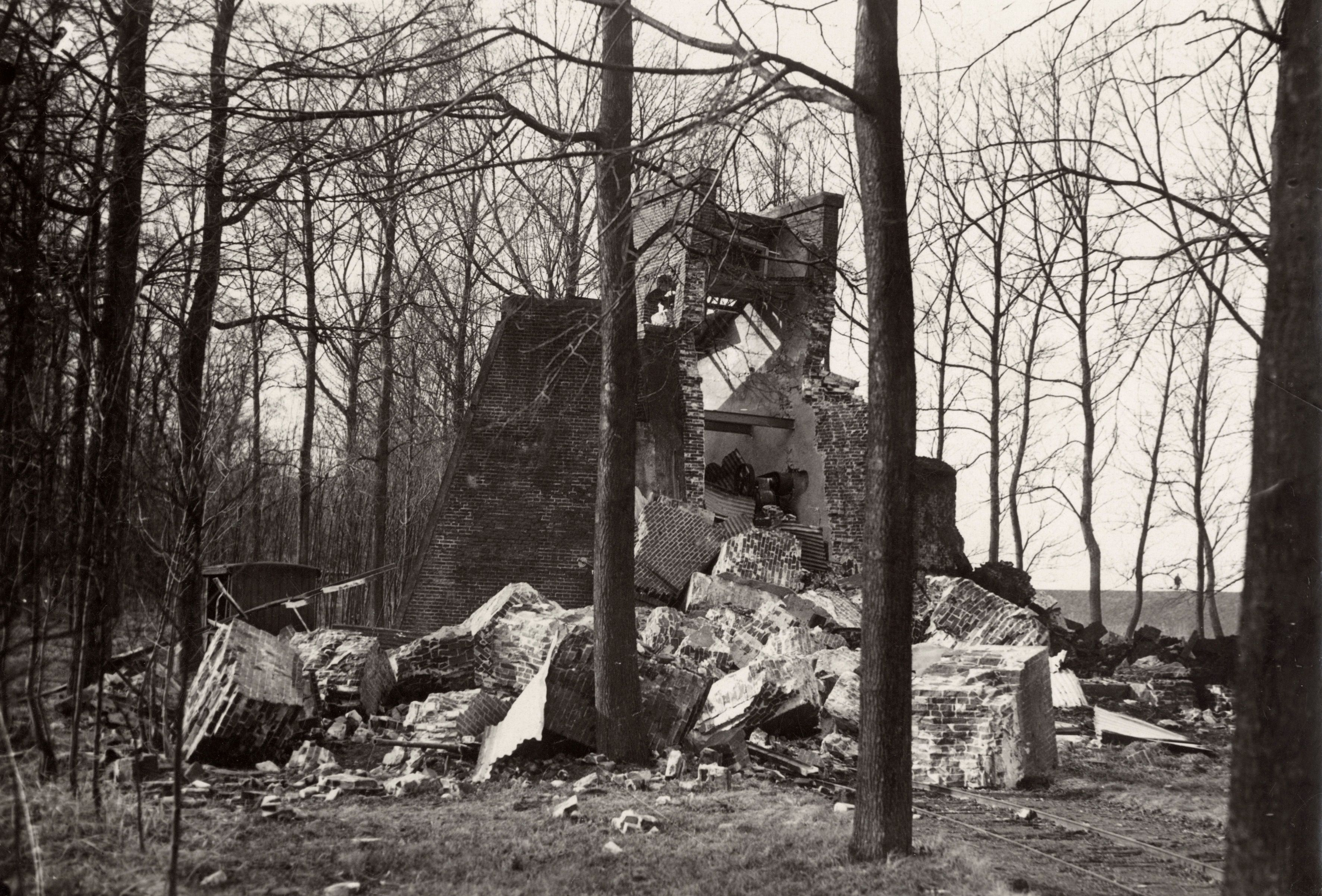
De fabriek na een ontploffing in 1924

In 1924 en 1925 vonden verscheidene ontploffingen plaats, die grote schade en een dode veroorzaakten.
In de jaren 30 van de twintigste eeuw zorgde een crisis voor enorme werkloosheid. De fabriek deed het echter uitstekend, vanwege de enorme vraag naar kruit door de oorlogsvoorbereidingen van de verschillende mogendheden. Tijdens de Tweede Wereldoorlog werd de productie stilgelegd uit angst voor sabotage, maar daarna direct weer opgestart om de tekorten van defensie aan te vullen.
Op 17 januari 1947 was men druk bezig met het ontmantelen van granaten uit de Tweede Wereldoorlog. Ongetrainde militairen lieten twee karretjes met op scherp staande granaten tegen elkaar botsen, waardoor een van de soldaten een granaat liet vallen. Er vielen zeventien doden, waaronder drie Muidenaren.
In 1948 viel er een dode bij de ontploffing van een granaat. Een jaar later viel nog een dode bij de ontploffing van een kruitmolen.
Op 13 juni 1963 vloog de kruitopslagplaats "De Eendekooi", waar 30.000 kilo explosieven opgeslagen lag, de lucht in. Dankzij de windrichting en de afgelegen locatie vielen er geen slachtoffers en was er weinig schade.
Op 2 juni 1966 ontplofte de trotylfabriek. Er vielen vele lichtgewonden en de schade in Muiden was enorm: in de wijk Zuidwest (in de volksmond "De Klapwijk" geheten) waren bijna alle ruiten gesprongen en vele daken doorgezakt. Er ontstond groot verzet tegen de kruitfabriek, zie hieronder bij Bedrijfscultuur.

### Muiden Chemie
Op 1 juni 1972 ging het bedrijf met het West-Duitse Dynamit Nobel AG in Troisdorf een samenwerkingsovereenkomst aan, waarbij een gezamenlijke werkmaatschappij werd opgericht, Muiden Chemie genaamd.
Bij twee explosies in 1983, een op 30 mei, een op 9 september, kwamen drie Surinamers en een Muidenaar om het leven. In de productie werkten onder anderen Marokkanen en Surinamers. Veel gastarbeiders durfden er niet meer te werken, ondanks de dreiging met ontslag. Overlevende collega's verklaarden dat de centrifuges af en toe problemen gaven en er soms stukken metaal in het schietkatoen zaten. Mensen werden gedwongen om te werken in gevaarlijke situaties. De klachten werden door de directie en de arbeidsinspectie weggewuifd en afgeschoven op de onervarenheid van de gastarbeiders.
Daar de gemeente Muiden geen herbouw wenste, heeft men het munitiedepot en een deel van de activiteiten verplaatst naar Kruitfabriek Kollumerwaard in de dunbevolkte Lauwersmeerpolder. Deze locatie functioneerde van 1986 tot 1990.
Op 25 november 1986 werd bekend dat Muiden Chemie mogelijk illegaal kruit leverde aan Iran. Het bedrijf kreeg eerst een exportverbod en later werd het stilgelegd. Er volgde ontslag voor de meeste werknemers. Het bedrijf werd op 10 december 1990 failliet verklaard.
Op 24 augustus 1991 werd het bedrijf overgenomen door het Britse Royal Ordnance en hernoemd tot Muiden Chemie International.
Op 20 augustus 2001 brandde er een loods met verpakkingsmaterialen uit. Na onderzoek bleek echter dat het ging om drums met door nitroglycerinerestanten vervuild verpakkingsmateriaal. Zelfontbranding werd vermoed, maar niet bewezen.
Eind mei 2004 heeft de onderneming alle activiteiten gestaakt.

## Bedrijfscultuur
Uit een documentaire van de VPRO kwam naar voren dat de veiligheidsvoorschriften in het bedrijf in het midden van de 20e eeuw slecht werden nageleefd. Zo werd de fabriek alleen grondig schoongemaakt als er bezoek kwam. Ook werd er door werknemers stiekem gerookt. Voor de werknemers gold een zwijgplicht over de omstandigheden. De werknemers kregen driemaandelijks opslag waarbij de werknemer met de hoogste productie de meeste opslag kreeg. Werknemers gingen elkaar overtroeven in productie, waardoor de veiligheid in gedrang kwam. Ook moesten de werknemers zichzelf tegen ongevallen verzekeren en onbetaald puinruimen na explosies om zo snel mogelijk weer aan de slag te kunnen.
Een spreuk onder de kruitwerkers was dan ook "wie hier onvoorzichtig werkt, verhuist zijn dood, eer hij het merkt".
Door de vele explosies kreeg de wijk nabij de fabriek de bijnaam klapwijk. Toen bij de explosie in 1972 bijna alle ruiten in deze wijk braken en een deel van de daken ontzet raakte, pleitte Frans Tielrooij, later raadslid, voor verplaatsing van fabriek naar de Flevopolder. De fabriek verweerde zich echter door te stellen dat Muiden uitgebreid was in de richting van de fabriek, niet andersom. De regering besloot dat het bedrijf moest blijven, ondanks protesten van gemeente en bewoners.
In de jaren 60 kwamen er gastarbeiders die bereid waren het vuile werk te doen, en in de productie werkten alleen nog maar Marokkanen en Surinamers. Bij twee explosies in 1983 kwamen drie Surinamers en een Nederlander om het leven, veel gastarbeiders durfden niet meer aan het werk ondanks de dreiging van ontslag. Overlevende collega's verklaarden dat de centrifuges af en toe problemen gaven en er soms stukken metaal in het schietkatoen zaten. Mensen werden gedwongen om te werken. De klachten werden echter door de directie en de arbeidsinspectie weggewuifd.
In de Kollumerwaard werd een afdeling van de fabriek gebouwd, deze heeft echter weinig of geen productie gekend omdat het bedrijf toen failliet ging.

## Explosies sinds 1883

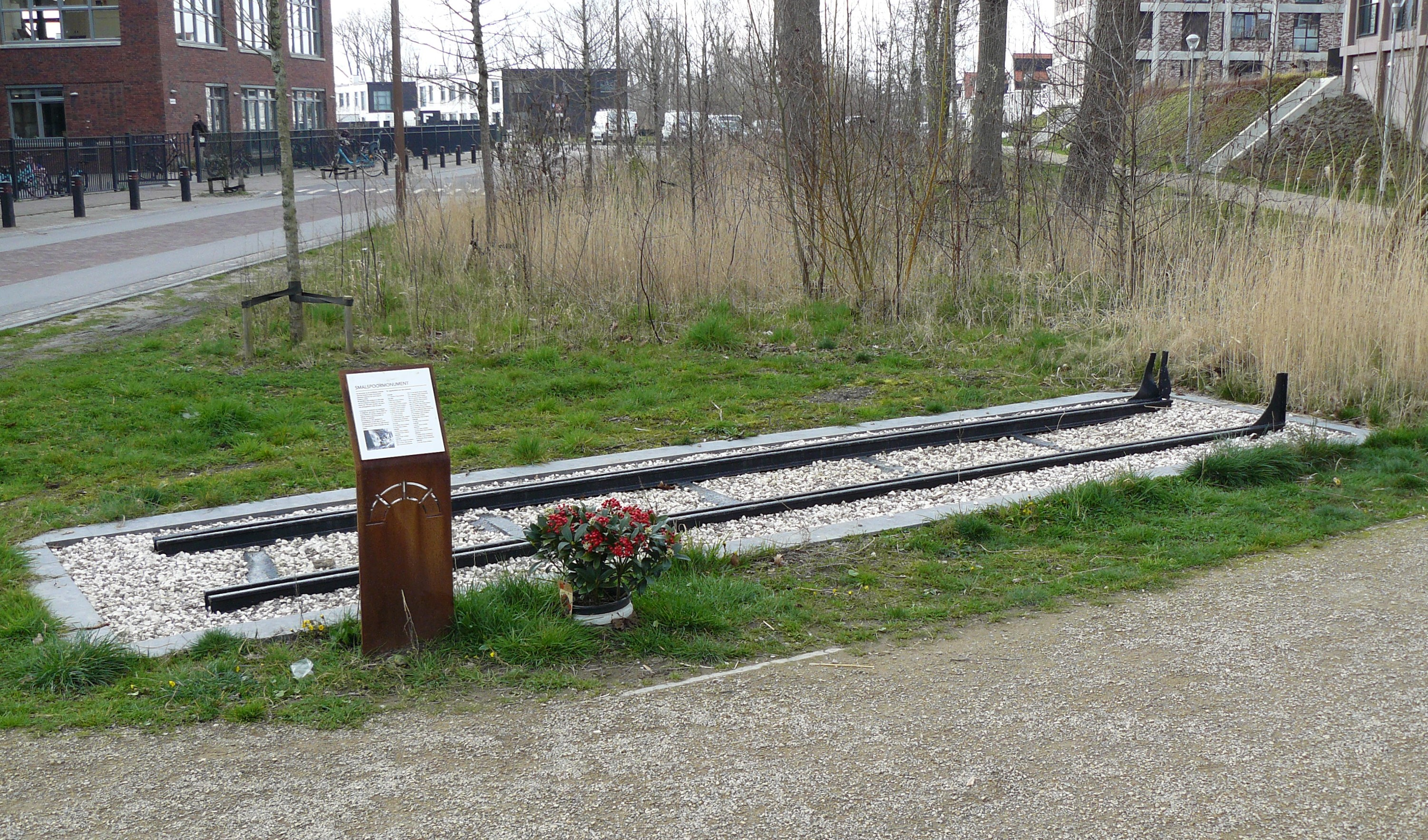
Monument slachtoffers bij brand en explosies in de woonwijk De Krijgsman

Hieronder een overzicht van explosies bij Muiden Chemie vanaf 1883:
- 9 januari 1883: ontploffing richt een ravage aan op het fabrieksterrein, 13 doden. Ook in Muiden is er veel schade. De fabriek wordt herbouwd.
- 1886: ontploffing, twee doden. Een deel van de fabriek wordt verwoest.
- 1924-1925: diverse ontploffingen, waarbij een dode valt bij de explosie van een kruitmolen.
- 17 januari 1947: ontploffing van ingezamelde granaten op het terrein van de Springstoffenfabriek, 17 doden. Grote schade in Muiden.
- 1948: een granaat ontploft, een dode.
- 1949: ontploffing in een kruitmolen, een dode.
- 13 juni 1963: ontploffing van de buiten het fabrieksterrein gelegen kruitopslagplaats "De Eendekooi". Geen slachtoffers.
- 2 juni 1966: ontploffing in de trotylfabriek. Lichtgewonden en grote schade in Muiden.
- 8 december 1972: ontploffing in de droogkamer, twee doden en drie zwaargewonden. Grote schade in Muiden.
- 30 mei 1983: ontploffing van een kruitmagazijn, drie werknemers komen om het leven.
- 9 september 1983: ontploffing in de sorteerderij, een dode.
- 20 augustus 2001: brand in een opslagloods voor verpakkingsmaterialen. Geen ontploffing, geen slachtoffers.